# HD 142 b
HD 142 b는 봉황자리 방향으로 지구로부터 약 67 광년 떨어진 곳에 있는 외계 행성이다. 어머니 항성 HD 142로부터 약 1.045 천문단위 떨어져 있는데, 이는 생명체 거주가능 영역 범위 안이다. 최소 질량은 목성의 약 1.31배이지만, 궤도 경사각이 얼마 정도이느냐에 따라 실제 질량은 더 커질 수 있다. 2001년 10월 15일 미국 크리스 틴니 연구진이 발견했다.

## 참고 문헌
- (영어) Tinney;  외. (2002). “Two Extrasolar Planets from the Anglo-Australian Planet Search”. 《The Astrophysical Journal》 571 (1): 528–531. doi:10.1086/339916. 2012년 3월 28일에 원본 문서에서 보존된 문서. 2009년 6월 21일에 확인함.
- (영어) Butler;  외. (2006). “Catalog of Nearby Exoplanets”. 《The Astrophysical Journal》 646 (1): 505–522. doi:10.1086/504701. 2019년 12월 7일에 원본 문서에서 보존된 문서. 2009년 6월 21일에 확인함.